# Uruaçu
Uruaçu este un oraș în Goiás (GO), Brazilia.